# Robert Somers-Smith
John Robert Somers-Smith (Walton-on-Thames, 15 dicembre 1887 – Gommecourt, 1º luglio 1916) è stato un canottiere britannico.

## Carriera
Ha vinto la medaglia d'oro olimpica nel canottaggio alle Olimpiadi 1908 tenutesi a Londra, nella gara di Quattro senza maschile con Angus Gillan, Duncan Mackinnon e Collier Cudmore.